# Nanclares de Ganboa
Nanclares de Ganboa en espagnol ou Langara Ganboa en basque est un hameau de la municipalité d'Arrazua-Ubarrundia dans la province d'Alava dans la Communauté autonome basque.

## Référence
1. ↑  Officiellement « Nanclares de Ganboa - Langara Ganboa » Euskal Herriko leku 2012-07-25 (Site d'Euskaltzaindia ou Académie de la langue basque)